# (4590) Dimashchegolev
(4590) Dimashchegolev (1968 OG1) – planetoida z grupy pasa głównego asteroid okrążająca Słońce w ciągu 3,66 lat w średniej odległości 2,37 j.a. Odkryta 25 lipca 1968 roku.